# تاکوتو اوتوگورو
تاکوتو اوتوگورو (به ژاپنی: 乙黒拓斗، زادهٔ ۱۳ دسامبر ۱۹۹۸) ورزشکار رشته کشتی اهل ژاپن است که در دسته ۶۵ ک‌گ کشتی آزاد رقابت می‌کند. او برنده مدال طلای المپیک ۲۰۲۰ توکیو و قهرمان مسابقات قهرمانی کشتی جهان در سال ۲۰۱۸ است. اوتوگورو همچنین دو بار قهرمان مسابقات قهرمانی آسیا در ۲۰۲۰ و ۲۰۲۱ است.

## فعالیت حرفه‌ای

### مسابقات قهرمانی کشتی جهان ۲۰۱۸
اوتوگورو در وزن ۶۵ کیلوگرم کشتی آزاد مسابقات قهرمانی کشتی جهان ۲۰۱۸ بوداپست حاضر بود که جورج بوکور کشتی‌گیر رومانی، واسیل شوپتار کشتی‌گیر اوکراین، آندری پرپلیتا کشتی‌گیر مولداوی و احمد چاکایف کشتی‌گیر روسی را شکست داد و به فینال رسید. وی در فینال باجرانگ پونیا کشتی‌گیر هندی را شکست داد و مدال طلا وزن ۶۵ کیلوگرم را بدست آورد.

### المپیک ۲۰۲۰ توکیو
اوتوگورو در وزن ۶۵ کیلوگرم کشتی آزاد المپیک ۲۰۲۰ توکیو حاضر بود که تومور-اچیر تولگا از مغولستان، اسماعیل موساکایف از مجارستان و گادژیمراد رشیدوف از روسیه را شکست داد و به فینال رسید. وی در فینال حاجی علیف از آذربایجان را شکست داد و مدال طلا وزن ۶۵ کیلوگرم را بدست آورد.